# モデナス
モデナス（Syarikat Motosikal dan Enjin Nasional Sdn. Bhd 英:National Motorcycle and Engine Company 仏:Entreprise Nationale de Motos et Moteurs）は、マレーシアクダ州グルンに本社を置く政府系オートバイメーカー・ブランドである。略称はMODENAS。
プロトンの成功後、政府主導でオートバイプロジェクトを進めることとなり、1995年に過半数の株式を川崎重工業、双日、カザナ・ナショナル、DRB-ハイコムが保有することで設立された。2007年6月には100万台の生産台数を達成した。現在、ギリシャ、ロシア、南アメリカをはじめとする17か国に輸出している。

## 車種
Moped
- CT100
- CT110
- CTric
- GT128
- Kriss 100
- Kriss I
- Kriss II
- Kriss 100E
- Kriss 110SE
- KRISS 120E/F Sports
- PASSION 125 Sports
- New Passion 125
- Kriss 120
- Kriss 120E/F Sports
- Kriss 120H Sports
- Kriss 120R Sports
- Kristar
- Kristar E
- Dinamik
- X-Cite 130

Scooter
- Ceria 100
- Karisma 125
- Elit 125
- Elit 150
- Elit Sports
- Passion 125
- Passion 125 Sports
- Elegan
- Elegan 200

CRUISER
- Jaguh

## モータースポーツ
過去に元ロードレース世界選手権（MotoGP）・GP500クラスチャンピオンのケニー・ロバーツ率いる「チーム・ロバーツ」と組んで、1997年から2000年にかけて、GP500クラスにチーム・ロバーツが独自開発した「モデナス・KR3」（V型3気筒エンジン搭載）で参戦していたことがある。